# Елбіку
Е́лбіку (ест. Elbiku küla, швед. Ölbäck) — село в Естонії, у волості Ляене-Ніґула повіту Ляенемаа.

## Населення
Чисельність населення на 31 грудня 2011 року становила 29 осіб.

## Географія
Село лежить на березі Балтійського моря і розташовується на відстані 36 км від Хаапсалу та 20 км на північ від Пюрксі.
Через населений пункт проходить автошлях 16127 (Ріґулді — Діргамі).

## Історія
З 1998 року село відновлено як окремий населений пункт. Одночасно для села затверджена друга офіційна назва шведською мовою — Ölbäck.
До 21 жовтня 2017 року село входило до складу волості Ноароотсі.